# Sophie Creux
Pour les articles homonymes, voir Creux.
Sophie Creux née le 8 juillet 1981 à Chambéry est une coureuse cycliste française, professionnelle entre 2006 et 2011.

## Palmarès sur route
- 2000
  -  Championne de France sur route espoirs
  - 2e étape de la Route des Vins à Fleurie
  - 2e du Tour féminin en Limousin
- 2001
  - 2e du Prix de la Ville de Pujols
  - 2e du championnat de France sur route espoirs
  - 3e du Tour de Feminin - Krásná Lípa
  - 3e de la Coupe de France sur route
  -  Médaillée de bronze du championnat d'Europe espoirs
- 2002
  - 2e du Trophée des grimpeurs féminin
  - 2e de la Coupe de France sur route
  - 3e du Prix de la Ville de Pujols
- 2003
  - Grand Prix de Chambéry-le-Vieux
  - 3e du Tour du Genevois
  - 3e du championnat de France sur route espoirs
- 2005
  - Grand Prix de Chambéry-le-Vieux
- 2006
  - 3e étape du Tour de la Drôme
  - 2e du Grand Prix de Chambéry-le-Vieux
- 2008
  - Grand Prix de Chambéry-le-Vieux
- 2009
  - Prix de la Ville de Pujols
- 2010
  - 2e du Grand Prix de France

## Palmarès sur piste

### Championnats nationaux
- 2006
  - 2e de la course aux points
- 2007
  - 3e de la course aux points
- 2009
  - 2e de la course aux points
  - 3e du scratch
- 2012
  -  Championne de France de vitesse par équipes (avec Laurie Berthon)
  - 2e de la poursuite par équipes
- 2013
  - 3e de la poursuite par équipes